# De Palms
De Palms is een met grove dennen bebost stuifzandgebied gelegen ten noorden van het dorp Meppen in Drenthe. Het gebied wordt gekenmerkt door de vele oude jeneverbesstruiken.
De Palms is eind 19e eeuw aangelegd om het dorp en omringende landerijen tegen stuivend zand te beschermen. Aangrenzend, aan de westzijde van de Middendorpsstraat, bevinden zich de Mepperdennen, bestaande uit met name grove dennen en eiken.
Het gedeelte tussen de Noordveldweg, de Toenakkers en de Middenweg wordt Kasdennen genoemd.

## Etymologie
Palm of palmbossie is de Drentse benaming voor jeneverbes.
De Kasdennen heet zo omdat het van het dorp uitgezien achter het huis van een zekere Kas ligt. In het huis zit sinds omstreeks 2000 een theeschenkerij.